# 大井光泰
大井 光泰（おおい みつひろ）は、鎌倉時代の武将、信濃国佐久郡、長土呂大井氏祖。大井光長の次男。

## 生涯
建長元年（1249年）、岩村田館（大井城）に生まれる。
弘安4年（1281年）、大井光長の長男時光と三男行光が大井の家督を争った時、行光が家督を譲られていることを北条時宗に証言した。弘安7年（1284年）、長土呂に館を構え、以後大井行俊が岩尾城に移るまで、6代に亘って居住することとなる。弘安9年（1286年）、鶴岡の流鏑馬の射手の列に加わった。
正応2年（1289年）、将軍惟康親王が鶴岡の放生会に参詣した時、随兵となる。同年10月、久明親王が将軍となった時、拝謁した。乾元元年（1302年）、最勝園寺の供養に将軍が赴いた時、随兵となる。
徳治2年（1307年）10月6日、長土呂館に卒す。59歳。